# Vizcondado de las Barreras
El  Vizcondado de las Barreras, es un título nobiliario español, creado el 12 de julio de 1551, por el rey Carlos I, para el Almirante Don Antonio Barreras y de la Torre.

## Vizcondes de las Barreras
- 

|                               | Titular                                              | Periodo               |
| Creación por Carlos I         | Creación por Carlos I                                | Creación por Carlos I |
| ----------------------------- | ---------------------------------------------------- | --------------------- |
| I                             | Antonio Barreras y de la Torre                       | 1551-                 |
| II                            | Pedro Barreras y Sanchéz de León                     | 1572-                 |
| Rehabilitado por Alfonso XIII |                                                      |                       |
| III                           | Agustín Gonzalo Barreras de Sanmarful y Navia-Osorio | 1923-1986             |

## Historia de los vizcondes de las Barreras
- Antonio Barreras y de la Torre, I vizconde de las Barreras.

- Pedro Barreras y Sanchéz, II vizconde de las Barreras.

- Agustín Gonzalo Barreras de Sanmarful y Navia-Osorio, III vizconde de las Barreras.